# Willi Beitz
Willi Beitz (vollständig: Willi Günther Erich Beitz) (* 7. September 1930 in Gottberg, Landkreis Pyritz (heute Polen); † 14. Januar 2020 in Leipzig) war ein deutscher Slawist, Hochschullehrer und Kunstmaler.

## Leben

### Herkunft, Kindheit und Schulzeit
Beitz wurde in Gottberg, damals Kreis Pyritz zu Pommern gehörig, geboren.
Heute heißt die Ortschaft Boguszyny und gehört zu Polen.
Seine Eltern waren der Kaufmann Erich Beitz und die Hausfrau Emma Beitz, geborene Schadewald.
Beitz besuchte in Gottberg von 1937 bis 1941 die Grundschule.
Von 1941 bis 1945 ging er auf das Gymnasium in Arnswalde in Pommern, heute Choszczno in Polen.
In den Jahren 1945 und 1946 unterbrach er am Ende des Zweiten Weltkrieges den Schulbesuch und die Familie siedelte, bedingt durch die Vertreibung der Deutschen aus Polen, nach Mecklenburg um.
Von 1946 bis 1949 besuchte Beitz die Oberschule in Neubrandenburg und schloss sie mit dem Abitur ab.

### Studium, Promotion, Habilitation
Von 1949 bis 1953 studierte Beitz Slawistik und Germanistik an der Ernst-Moritz-Arndt-Universität Greifswald.
Er schloss sein Studium als Diplom-Philologe (Slawist) ab.
1957 promovierte er ebenda mit einer Arbeit zum Thema  A. S. Serafimovič  in seiner Wandlung vom kritischen zum sozialistischen Realisten bei Ferdinand Liewehr und Johann Dembowski.
1964 habilitierte er sich ebenfalls in Greifswald mit einer Arbeit zum Thema Der positive Held im sowjetischen Gegenwartsroman 1954–1961.
Gutachter waren Ferdinand Liewehr, Harri Jünger und Hans Jürgen Geerdts.

### Wissenschaftliche Tätigkeit
Von 1953 bis 1962 arbeitete Beitz am Institut für Slawistik an der Universität Greifswald.
Beitz war von 1953 bis 1956 wissenschaftlicher Aspirant und Lehrbeauftragter für Sowjetliteratur.
Von 1956 bis 1959 hatte er eine Stelle als wissenschaftlicher Assistent.
1959 wurde er auf eine Dozentur für Sowjetliteratur berufen, die er bis 1962 wahrnahm.
Von 1962 bis 1969 war Beitz am Institut für Slawistik an der Martin-Luther-Universität Halle-Wittenberg tätig.
Von 1962 bis 1967 war er dort Dozent für Sowjetliteratur.
1967 wurde er dort zum ordentlichen Professor für Russische und Sowjetische Literatur berufen.
1969 wurde Beitz zum ordentlichen Professor für Russische und Sowjetische Literatur an die Universität Leipzig, Sektion Germanistik und Literaturwissenschaften, berufen.
1970 bis 1974 war er dort stellvertretender Direktor für Forschung und 1974 bis 1976 Direktor der Sektion Kulturwissenschaften und Germanistik.
Beitz lehrte in Leipzig bis zu seiner Emeritierung auf eigenen Wunsch im Jahr 1992.

### Preise und Ämter
1975 erhielt Beitz den Nationalpreis der DDR III. Klasse für Wissenschaft und Technik im Kollektiv.
Beitz war von 1986 bis 1989 Vizepräsident der Internationalen Assoziation der Lehrer der russischen Sprache und Literatur (MAPRJAL).
1986 bis 1989 war er Vorsitzender des DDR-Nationalkomitees der MAPRJAL.

### Malerei
Beitz war als Kunstmaler Autodidakt.
Er ging diesem Hobby schon seit seiner Kindheit nach, hatte aber berufsbedingt nur wenig Zeit dafür.
Nachdem er 1992 auf eigenen Wunsch in den Ruhestand gegangen war, konnte er sich intensiver seinem geliebten Hobby widmen.
Er malte Aquarelle, Acrylbilder und die letzten Jahre hauptsächlich in Pastell.
Beitz war Ehrenmitglied der Deutschen Pastellgesellschaft.
Seine Bilder stellte er 1999 und 2000 in Tangermünde aus und ab 2000 in Leipziger und Markkleeberger Arztpraxen.
2004 und 2010 hatte er Ausstellungen bei der Rosa-Luxemburg-Stiftung, 2009 beim Mitteldeutschen Rundfunk und 2013 im Westphalschen Haus in Markkleeberg.

## Veröffentlichungen
- Warlam Schalamow – der Erzähler aus der Hölle von Kolyma. Leipziger Uni-Verlag, Leipzig 2012, ISBN 978-3-86583-732-5.
- Michail Scholochow – im Duell mit der Zeit: Beiträge zu Leben und Werk (Bremer Beiträge zur Literatur- und Ideengeschichte). Peter Lang, Frankfurt 2009.
- Scholochow und Stalin. GNN-Verlag, Schkeuditz 2007, ISBN 978-3-89819-266-8.
- Ralf Schröder – zu Leben und Werk.  Briefe aus Bautzen II:  Debatten um Bulgakow, Ehrenburg, Aitmatow, Trifonow, Tendrjakow. Rosa-Luxemburg-Stiftung Sachsen, Leipzig 2005.
- Ralf Schröder. Das schwierige Leben eines bedeutenden Slawisten. Band 1: Erinnerungen, Beiträge zu seinem Werk, Bibliographie. Rosa-Luxemburg-Stiftung, Leipzig 2003, ISBN 978-3-937209-11-1.
- Die Russische Revolution 1917 und die Linke auf dem Weg in das 21. Jahrhundert. GNN-Verlag, Schkeuditz 1998, ISBN 978-3-932725-70-8.
- Sowjetliteratur heute, Gespräche-Essays-Interviews. Mitteldeutscher Verlag, Halle 1980.
- Einführung in die multinationale Sowjetliteratur. Bibliographisches Institut, Leipzig 1983. Alexander Serafimowitsch. VEB Verlag Sprache und Literatur, 1961.

### Als Herausgeber
- Von Dostojewski bis Kundera: Beiträge zum europäischen Roman und zur Romantheorie. GNN-Verlag, Schkeuditz 1999, ISBN 978-3-89819-020-6.
- Vom Tauwetter zur Perestroika: Russische Literatur zwischen den fünfziger und neunziger Jahren. Peter Lang AG – Internationaler Verlag der Wissenschaften, 1994, ISBN 978-3-906750-97-2.